# Vini ultramarina
Vini ultramarina là một loài chim trong họ Psittacidae.
Môi trường sống tự nhiên của chúng là rừng ẩm vùng đất thấp nhiệt đới hoặc cận nhiệt đới, rừng ẩm vùng đất thấp nhiệt đới hoặc cận nhiệt đới. Nó bị đe doạ chủ yếu bằng cách đưa chuột đen và cũng bởi nạn phá rừng.